# Buccinum ciliatum
Buccinum ciliatum là một loài ốc biển, là động vật thân mềm chân bụng sống ở biển trong họ Buccinidae.

## Phụ loài
- Buccinum ciliatum ciliatum Fabricius, 1780
- Buccinum ciliatum sericatum Hancock, 1846 (đồng nghĩa: Buccinum sericatum Hancock, 1846)

## Miêu tả
Kích cỡ vỏ tối đa 32 mm.

## Phân bố
Chúng phân bố ở vùng nước lạnh quanh Bắc cực, tây bắc Đại Tây Dương, Greenland, Canada và Vịnh Maine.

## Hình ảnh

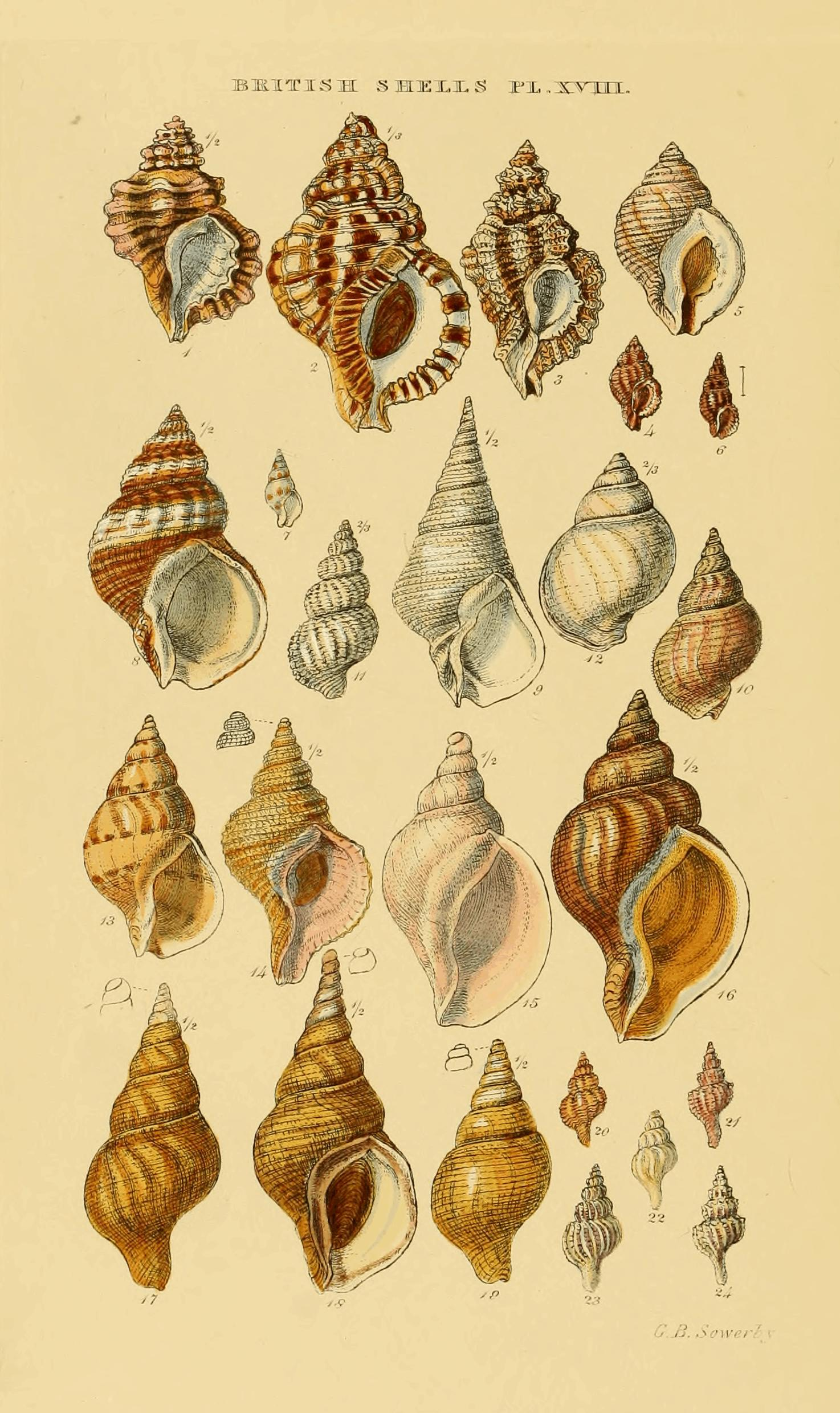